# Другая жизнь (телесериал, 2019)
«Другая жизнь» (англ. Another Life) — американский телесериал в жанре фантастики. Выпущен корпорацией Netflix.
29 октября 2019 года Netflix объявил о продлении сериала на второй сезон.

## Сюжет
Космонавт(Астронавт)Нико Брекинридж вместе с командой исследовательского судна выясняют происхождение таинственного инопланетного артефакта. В процессе поиска они сталкиваются с разнообразными космическими существами и порой кажущимися неразрешимыми ситуациями.

## В ролях

### Основной состав
- Кэти Сакхофф — Нико Брекинридж, астронавт-коммандор[2]
- Джастин Чэтвин — ученый Межзвездного Командования США, муж Нико.
- Сэмюэл Андерсон[англ.] — Уильям, голографический разум на борту корабля «Salvare».

## Обзор сезонов
| Сезон | Сезон | Эпизоды | Дата показа     | Дата показа     |
| Сезон | Сезон | Эпизоды | Премьера        | Финал           |
| ----- | ----- | ------- | --------------- | --------------- |
|       | 1     | 10      | 25 июля 2019    | 25 июля 2019    |
|       | 2     | 10      | 14 октября 2021 | 14 октября 2021 |

## Список эпизодов

### Сезон 1 (2019)
| № общий | № в сезоне | Название                                            | Режиссёр     | Автор сценария                    | Дата премьеры |
| --- | ---------- | --------------------------------------------------- | ------------ | --------------------------------- | ------------- |
| 1 | 1          | «Across the Universe» «Через вселенную»             | Омар Мадха   | Аарон Мартин                      | 25 июля 2019  |
| Астронавт Нико Брэкинридж с командой молодых амбициозных людей отправляется в опасное путешествие, чтобы расследовать происхождение инопланетного артефакта. Попрощавшись с близкими на Земле, Нико просыпается уже вдали от дома и обнаруживает, что корабль сбился с курса, а экипаж разделился на противоборствующие группы. |            |                                                     |              |                                   |               |
| 2 | 2          | «Through the Valley of Shadows» «Долина теней»      | Омар Мадха   | Наледи Джексон                    | 25 июля 2019  |
| Страсти на космическом корабле накаляются, и только опасная экспедиция на неисследованную планету может разрядить обстановку в разношерстной команде. В это время на Земле продолжается параллельная работа: Эрик пытается разгадать подсказку, которая содержится в самом инопланетном артефакте.                              |            |                                                     |              |                                   |               |
| 3 | 3          | «Nervous Breakdown» «Нервный срыв»                  | Метин Хусейн | Алекс Левин                       | 25 июля 2019  |
| Жизни Нико и всей миссии грозит опасность: женщина вынуждена вслепую вести корабль, на борту которого началось заражение. В это время на Земле Эрик безуспешно пытается отделаться от назойливого журналиста, который, кажется, хочет знать больше, чем ученый может ему рассказать.                                            |            |                                                     |              |                                   |               |
| 4 | 4          | «Guilt Trip» «Тропою совести»                       | Метин Хусейн | Аманда Фэйхи                      | 25 июля 2019  |
| Космос таит множество опасностей, и поломка космического корабля приводит к тому, что Нико оказывается в глубоком сне, из которого не выйти без посторонней помощи. Пока женщина спит, ее не покидает один и тот же кошмар о самом страшном дне, который героине довелось пережить.                                             |            |                                                     |              |                                   |               |
| 5 | 5          | «A Mind of its Own» «Свой собственный разум»        | Майрзи Алмас | Ромео Кандидо                     | 25 июля 2019  |
| Команда отправляется в экспедицию на мистическую луну, на поверхности которой может быть скрыта цель путешествия. Саша обнаруживает в инопланетной обстановке нечто знакомое и решает вступить в контакт. Нико и Кас получают шанс быть предельно честными друг с другом.                                                       |            |                                                     |              |                                   |               |
| 6 | 6          | «I Think We're Alone Now» «Кажется, теперь мы одни» | Майрзи Алмас | Алехандро Алькоба & Лорен Госнелл | 25 июля 2019  |
| 7 | 7          | «Living the Dream» «Как сон наяву»                  | Аллан Аркуш  | Люси Паге                         | 25 июля 2019  |
| 8 | 8          | «How the Light Gets Lost» «Как исчезает свет»       | Шери Фоксон  | Шон Рейкрафт                      | 25 июля 2019  |
| 9 | 9          | «Heart and Soul» «Сердца и душа»                    | Шери Фоксон  | Джеки Мэй                         | 25 июля 2019  |
| 10 | 10         | «Hello» «Привет»                                    | Аллан Аркуш  | Аарон Мартин                      | 25 июля 2019  |

### Сезон 2 (2021)
| № общий | № в сезоне | Название                                                          | Режиссёр   | Автор сценария | Дата премьеры   |
| ------- | ---------- | ----------------------------------------------------------------- | ---------- | -------------- | --------------- |
| 11      | 1          | «Жить, чтобы сражаться в другой день» «Live to Fight Another Day» | Неизвестно | Неизвестно     | 14 октября 2021 |
| 12      | 2          | «Обман зрения» «Smoke and Mirrors»                                | Неизвестно | Неизвестно     | 14 октября 2021 |
| 13      | 3          | «Сами себе враги» «My Own Worst Enemy»                            | Неизвестно | Неизвестно     | 14 октября 2021 |
| 14      | 4          | «Тяга к власти» «Will to Power»                                   | Неизвестно | Неизвестно     | 14 октября 2021 |
| 15      | 5          | «Лучшая Земля» «A Better Earth»                                   | Неизвестно | Неизвестно     | 14 октября 2021 |
| 16      | 6          | «Дар богов» «Gift From the Gods»                                  | Неизвестно | Неизвестно     | 14 октября 2021 |
| 17      | 7          | «Никогда тебя не покину» «Never Gonna Give You Up»                | Неизвестно | Неизвестно     | 14 октября 2021 |
| 18      | 8          | «Подопытные крысы» «Just a Rat in a Cage»                         | Неизвестно | Неизвестно     | 14 октября 2021 |
| 19      | 9          | «Что впереди/что позади» «What's Bourne / What's Left Behind»     | Неизвестно | Неизвестно     | 14 октября 2021 |
| 20      | 10         | «День Д» «D-Day»                                                  | Неизвестно | Неизвестно     | 14 октября 2021 |

## Производство

### Разработка
26 апреля 2018 года Netflix объявил о заказе десяти эпизодов первого сезона сериала. Сериал создан Аароном Мартином, он же назначен исполнительным продюсером сериала наряду с Норин Халперн. 19 июня 2019 года стало известно что первый сезон выйдет в четверг 25 июля 2019 года на Netflix. 29 октября 2019 года Netflix объявил о продлении сериала на второй сезон. Премьера второго сезона состоялась на Netflix 14 октября 2021 года. Netfilx объявил о закрытии сериала после второго сезона 21 февраля 2022 года.

### Съемки
Съемки первого сезона стартовали на территории Канады, а именно города Ванкувера с 20 августа 2018 года по 20 ноября 2018 года. Съемки второго сезона стартовали 2 марта 2020 года, по 9 июня 2020 года на территории Канады.

## Отзывы критиков
Сериал получил низкий рейтинг критиков на сайте Rotten Tomatoes со средним значением 6 % на помидорном измерителе (томатометре) так же сценарий имеет ряд недостатков и откровенно нелогичное поведение персонажей и перебор с гомосексуальностью
. Критике подвергался подбор актерского состава, недостоверный возраст команды корабля, отсутствие развития большинства персонажей.